# Maria Carolina del Liechtenstein
Maria Carolina del Liechtenstein (nome completo in tedesco Marie Caroline Elisabeth Immaculata; Grabs, 17 ottobre 1996) è una principessa liechtensteinese.
Secondogenita di Luigi e di Sofia di Baviera, non è in linea di successione al trono per effetto della legge salica. Tuttavia, per linea materna, è nella linea di successione al Casato degli Stuart.

## Biografia

### Battesimo
La principessa Maria Carolina è nata nel 1996 presso l'ospedale di Grabs, in Svizzera. È però cresciuta a Vaduz, dove la famiglia si trasferì pochi mesi prima della sua nascita per via del lavoro di suo padre.
Venne battezzata il 1⁰ dicembre nella chiesa di San Florino dal vescovo Wolfgang Haas, avendo come madrina la zia materna Elisabetta.

### Istruzione

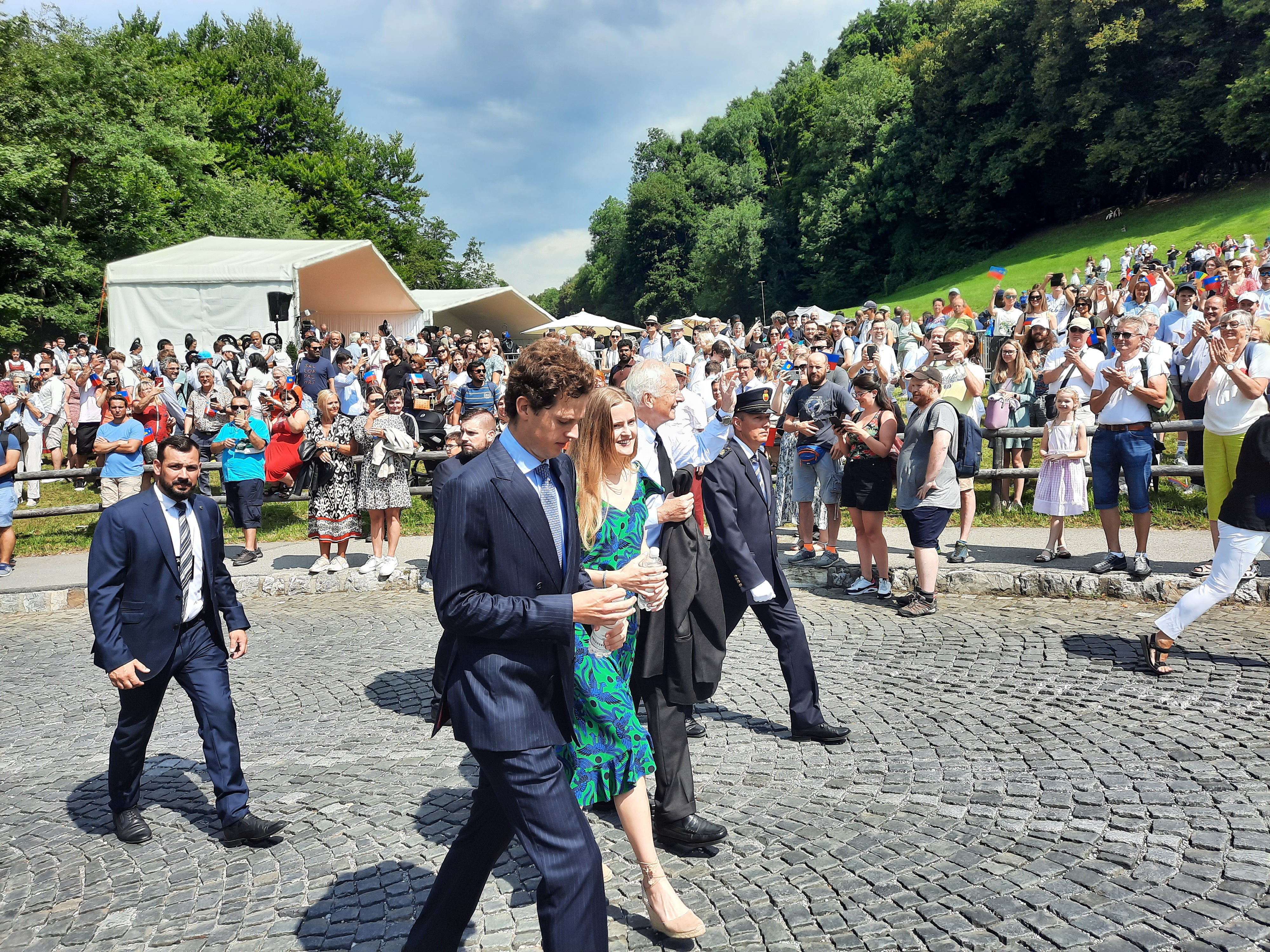
Maria Carolina tra suo fratello Nicola Sebastiano e il nonno Giovanni Adamo II durante la festa nazionale del 2023

Dopo aver frequentato la scuola primaria di Ebenholz e la Swiss International School Reinthal di Buchs, si è diplomata presso il Malvern College in Inghilterra, nel Worcestershire.
Ha conseguito un bachelor of Fine Arts in Fashion Design nel 2020 al campus di Parigi della Parsons School. In seguito si è trasferita a Londra, dove è entrata a lavorare nel settore della moda.

### Vita privata
Il 22 ottobre 2024 la casa principesca annunciò il suo fidanzamento ufficiale con il venezuelano Leopoldo Maduro Vollmer (Caracas, 28 ottobre 1990), figlio di Francisco Vicente Maduro Galindo e di Sofía Vollmer de Marcellus.
Il matrimonio sarà celebrato il 30 agosto 2025 presso la cattedrale di Vaduz dal vescovo Benno Elbs.

## Titoli e trattamento
- 17 ottobre 1996 - attuale: Sua Altezza Serenissima, la principessa Maria Carolina del Liechtenstein, contessa di Rietberg

## Ascendenza
|                                      |                             |                                               | Genitori                                         |  |  | Nonni |  |  | Bisnonni                                |  |  | Trisnonni               |  |
|                                      |                             |                                               |                                                  |  |  |       |  |  | Francesco Giuseppe II del Liechtenstein |  |  | Luigi del Liechtenstein |  |
|                                      |                             |                                               |                                                  |  |  |       |  |  | Francesco Giuseppe II del Liechtenstein |  |  | Luigi del Liechtenstein |  |
|                                      |                             | Elisabetta Amalia d'Asburgo-Lorena            |                                                  |  |  |       |  |  | Francesco Giuseppe II del Liechtenstein |  |  |                         |  |
| Giovanni Adamo II del Liechtenstein  |                             |                                               |                                                  |  |  |       |  |  | Francesco Giuseppe II del Liechtenstein |  |  |                         |  |
|                                      |                             | Giorgina di Wilczek                           | Ferdinand von Wilczek                            |  |  |       |  |  |                                         |  |  |                         |  |
|                                      |                             | Giorgina di Wilczek                           | Ferdinand von Wilczek                            |  |  |       |  |  |                                         |  |  |                         |  |
|                                      |                             | Giorgina di Wilczek                           | Nora Kinsky von Wchinitz und Tettau              |  |  |       |  |  |                                         |  |  |                         |  |
| Luigi del Liechtenstein              |                             | Giorgina di Wilczek                           |                                                  |  |  |       |  |  |                                         |  |  |                         |  |
|                                      |                             | Ferdinand Carl Kinsky von Wchinitz und Tettau | Ferdinand Vincenz Kinsky von Wchinitz und Tettau |  |  |       |  |  |                                         |  |  |                         |  |
|                                      |                             | Ferdinand Carl Kinsky von Wchinitz und Tettau | Ferdinand Vincenz Kinsky von Wchinitz und Tettau |  |  |       |  |  |                                         |  |  |                         |  |
|                                      |                             | Ferdinand Carl Kinsky von Wchinitz und Tettau | Aglaë von Auersperg                              |  |  |       |  |  |                                         |  |  |                         |  |
| Marie Kinsky von Wchinitz und Tettau |                             | Ferdinand Carl Kinsky von Wchinitz und Tettau |                                                  |  |  |       |  |  |                                         |  |  |                         |  |
|                                      |                             | Henriette Caroline von Ledebur-Wicheln        | Eugen Ledebur-Wicheln                            |  |  |       |  |  |                                         |  |  |                         |  |
|                                      |                             | Henriette Caroline von Ledebur-Wicheln        | Eugen Ledebur-Wicheln                            |  |  |       |  |  |                                         |  |  |                         |  |
|                                      |                             | Henriette Caroline von Ledebur-Wicheln        | Eleonore Larisch von Moennich                    |  |  |       |  |  |                                         |  |  |                         |  |
| Maria Carolina del Liechtenstein     |                             | Henriette Caroline von Ledebur-Wicheln        |                                                  |  |  |       |  |  |                                         |  |  |                         |  |
|                                      | Alberto Leopoldo di Baviera | Rupprecht di Baviera                          |                                                  |  |  |       |  |  |                                         |  |  |                         |  |
|                                      | Alberto Leopoldo di Baviera | Rupprecht di Baviera                          |                                                  |  |  |       |  |  |                                         |  |  |                         |  |
|                                      | Alberto Leopoldo di Baviera | Maria Gabriella in Baviera                    |                                                  |  |  |       |  |  |                                         |  |  |                         |  |
| Max in Baviera                       | Alberto Leopoldo di Baviera |                                               |                                                  |  |  |       |  |  |                                         |  |  |                         |  |
|                                      |                             | Maria Drašković von Trakošćan                 | Dionys Drašković von Trakošćan                   |  |  |       |  |  |                                         |  |  |                         |  |
|                                      |                             | Maria Drašković von Trakošćan                 | Dionys Drašković von Trakošćan                   |  |  |       |  |  |                                         |  |  |                         |  |
|                                      |                             | Maria Drašković von Trakošćan                 | Juliana Rosa von Montenuovo                      |  |  |       |  |  |                                         |  |  |                         |  |
| Sofia di Baviera                     |                             | Maria Drašković von Trakošćan                 |                                                  |  |  |       |  |  |                                         |  |  |                         |  |
|                                      |                             | Carl Ludvig Douglas                           | Archibald Douglas                                |  |  |       |  |  |                                         |  |  |                         |  |
|                                      |                             | Carl Ludvig Douglas                           | Archibald Douglas                                |  |  |       |  |  |                                         |  |  |                         |  |
|                                      |                             | Carl Ludvig Douglas                           | Astri Henschen                                   |  |  |       |  |  |                                         |  |  |                         |  |
| Elisabeth Douglas                    |                             | Carl Ludvig Douglas                           |                                                  |  |  |       |  |  |                                         |  |  |                         |  |
|                                      |                             | Ottora Maria Haas-Heye                        | Otto Ludwig Haas-Heye                            |  |  |       |  |  |                                         |  |  |                         |  |
|                                      |                             | Ottora Maria Haas-Heye                        | Otto Ludwig Haas-Heye                            |  |  |       |  |  |                                         |  |  |                         |  |
|                                      |                             | Ottora Maria Haas-Heye                        | Viktoria Ada zu Eulenburg                        |  |  |       |  |  |                                         |  |  |                         |  |
|                                      |                             | Ottora Maria Haas-Heye                        |                                                  |  |  |       |  |  |                                         |  |  |                         |  |